# Élie Gounelle
Pour les articles homonymes, voir Gounelle.
Élie Gounelle, né le 24 octobre 1865  à Sauve (Gard) et mort le 15 février 1950 à Ganges (Hérault) est un pasteur protestant français, l'une des principales figures du christianisme social en France et un pionnier du mouvement œcuménique dans l'entre-deux-guerres.

## Biographie
Sa famille, originaire du Gard, est protestante, de tradition méthodiste. Élie fait ses études de théologie à la faculté de théologie protestante de Montauban et soutient en 1889 une thèse de baccalauréat en théologie, intitulée L'Agnosticisme de M. Herbert Spencer. Sa rencontre avec le pasteur Tommy Fallot est une expérience fondatrice. Elle le mène à adhérer au Mouvement du christianisme social. Il exerce d'abord comme pasteur au temple protestant d'Alès, puis à Roubaix, où il ouvre une « solidarité », première de toute une série, espace destiné aux ouvriers, où se mêlent action sociale et prédication théologique, qui noue des liens avec la mission populaire évangélique fondée par Robert McAll.
Il s'engage sur le plan social en adhérant à l'Union des socialistes chrétiens[réf. nécessaire], aile gauche du christianisme social. Il dirige la revue Le Christianisme Social, puis fonde, en 1911, L'Action chrétienne sociale.
Pendant la première guerre mondiale, il est aumônier militaire, puis devient pasteur de la paroisse du temple protestant de Saint-Étienne jusqu'en 1935.  Pendant cette période, il s'engage dans le mouvement œcuménique mondial, notamment en participant aux conférences œcuméniques de Stockholm (1925) et de Lausanne (1927). Il met tout en œuvre pour donner de la cohérence au mouvement du christianisme social en France, divisé en tendances parfois divergentes.
Outre de nombreux articles parus dans la revue du Christianisme social, Élie Gounelle écrit plusieurs ouvrages définissant la pensée sociale chrétienne. Cette pensée repose sur la notion de « salut intégral de l'humanité », où le salut individuel ne peut se dissocier du salut social, et sur la notion de Royaume de Dieu, caché par le péché mais en devenir.

## Vie privée
Élie Gounelle se marie avec Caroline Molines de Védrine (1870-1939). Ils ont deux filles, dont Yvonne Gounelle (1898-1997) qui épouse Michel Hollard, et un fils mort lors de la Première Guerre mondiale. La famille Gounelle compte de nombreux pasteurs et théologiens protestants, notamment les professeurs André Gounelle et Rémi Gounelle.

## Hommages et distinctions
- Chevalier de la Légion d'honneur, 1922[5]

## Sources
- (Correspondance) Réveil et christianisme social - Correspondance  1886-1897, Élie Gounelle  et Henri Nick, édition de Christophe Chalamet et Grégoire Humbert, préface de Patrick Cabanel, coll. «Histoire et Société», no 57, Genève, Labor et Fides, 2013.  (ISBN 9782830915150).
- Klauspeter Blaser, « Élie Gounelle et Wilfred Monod, chefs de file français du socialisme chrétien », Autres Temps - Cahiers d'éthique sociale et politique, no 66,‎ 2000, p. 73-82 (lire en ligne)
- « Gounelle, Elie (1865-1950) », notice sur le site Théovie, en ligne.
- Jean Baubérot
  - « L’action chrétienne sociale du pasteur Élie Gounelle à la Solidarité de Roubaix (1887-1907) », Bulletin de la Société de l'histoire du protestantisme français, 1974/2 et 1974/3.
  - « Le protestantisme roubaisien face au socialisme guediste et au courant libertaire 1898-1907 », p. 121-156, in Christianisme et pouvoirs politiques de Napoléon à Adenauer, Centre de recherches pour l'étude des religions no 2, Presses universitaires du Septentrion, 1974.

### Fonds d'archives
- Fonds du pasteur Elie Gounelle (1876-1949) [1 ml].  Cote : 218 J. Montpellier : Archives départementales de l'Hérault (présentation en ligne).